# NGC 317

NGC 317

NGC 317 في الفهرس العام الجديد، هو جرم فلكي يقع في كوكبة المرأة المسلسلة. اكتشفت في 1 أكتوبر 1885 بواسطة لويس سويفت.

## روابط خارجية
- NGC 317 على موقع ويكي سكاي: DSS2, SDSS, GALEX, IRAS, Hydrogen α, X-Ray, Astrophoto, Sky Map, Articles and images